# Association Sportive de Monaco Football Club 1968-1969
Questa voce raccoglie le informazioni riguardanti l'Association Sportive de Monaco Football Club nelle competizioni ufficiali della stagione 1968-1969.

## Stagione
Ultimo in solitaria per gran parte del campionato, nelle ultime quattro gare il Monaco superò un Nizza in caduta libera ottenendo il penultimo posto, valido per l'accesso agli spareggi contro la seconda classificata di seconda divisione. Opposti all'Angoulême, i monegaschi vennero estromessi dopo aver perso la ripetizione disputata per la situazione di parità complessiva ottenuta nei due match regolari.
In Coppa di Francia il Monaco uscì ai trentaduesimi, perdendo la gara contro la squadra di seconda divisione del Grenoble.

## Maglie
Per la prima volta compare lo stemma della società, mentre il colletto diviene più spesso..
| Manica sinistra · Manica sinistra · Maglietta · Maglietta · Manica destra · Manica destra · Pantaloncini · Calzettoni |

## Rosa
| N. |                    | Ruolo | Calciatore          |
| -- | ------------------ | ----- | ------------------- |
|    | Francia (bandiera) | P     | Jean-Pierre Carayon |
|    | Francia (bandiera) | P     | Jean-Louis Heinrich |
|    | Francia (bandiera) | P     | Jacques Serres      |
|    | Francia (bandiera) | D     | Hugues Buffat       |
|    | Francia (bandiera) | D     | Georges Casolari    |
|    | Francia (bandiera) | D     | Hervé Cros          |
|    | Monaco (bandiera)  | D     | Armand Forcherio    |
|    | Francia (bandiera) | D     | Bernard Maccio      |
|    | Francia (bandiera) | D     | Pierre Mosca        |
|    | Francia (bandiera) | D     | Jean-Paul Rostagni  |

| N. |                       | Ruolo | Calciatore        |
| -- | --------------------- | ----- | ----------------- |
|    | Algeria (bandiera)    | D     | Antoine Soccoia   |
|    | Francia (bandiera)    | C     | Francis Blanc     |
|    | Francia (bandiera)    | C     | Pierre Dell'Oste  |
|    | Francia (bandiera)    | C     | Claude Hausknecht |
|    | Jugoslavia (bandiera) | C     | Bora Milutinović  |
|    | Tunisia (bandiera)    | A     | Jacques Augustin  |
|    | Francia (bandiera)    | A     | Gérard Garino     |
|    | Francia (bandiera)    | A     | Jacques Rémond    |
|    | Francia (bandiera)    | A     | François Simian   |

## Risultati

### Division 1

#### Spareggi
| Arbitro: | Machin |

|            |           |                 |
| Vacher 61’ | Marcatori | 24’, 55’ Simian |

| Arbitro: | Uhlen |

|  |           |               |
|  | Marcatori | 45’ Grizzetti |

| Arbitro: | Replay |

|                           |           |  |
| Vacher 36’ Meggiolaro 87’ | Marcatori |  |

## Statistiche

### Andamento in campionato
| Giornata  | 1  | 2  | 3 | 4 | 5  | 6  | 7  | 8  | 9  | 10 | 11 | 12 | 13 | 14 | 15 | 16 | 17 | 18 | 19 | 20 | 21 | 22 | 23 | 24 | 25 | 26 | 27 | 28 | 29 | 30 | 31 | 32 | 33 | 34 |
| --------- | -- | -- | - | - | -- | -- | -- | -- | -- | -- | -- | -- | -- | -- | -- | -- | -- | -- | -- | -- | -- | -- | -- | -- | -- | -- | -- | -- | -- | -- | -- | -- | -- | -- |
| Luogo     | C  | T  | C | T | C  | T  | C  | T  | C  | T  | C  | T  | C  | C  | T  | C  | T  | C  | T  | C  | T  | C  | T  | C  | T  | C  | T  | C  | C  | T  | C  | T  | C  | T  |
| Risultato | P  | N  | V | N | P  | N  | P  | N  | P  | N  | N  | P  | P  | N  | N  | P  | P  | P  | V  | P  | V  | N  | N  | P  | N  | P  | N  | P  | P  | V  | N  | V  | P  | V  |
| Posizione | 15 | 10 | 7 | 8 | 13 | 13 | 16 | 14 | 16 | 16 | 16 | 15 | 18 | 18 | 18 | 18 | 18 | 18 | 18 | 18 | 18 | 18 | 18 | 18 | 18 | 18 | 18 | 18 | 18 | 17 | 17 | 17 | 17 | 17 |

Fonte:  France » Ligue 1 1968/1969 » Schedule, su worldfootball.net.
Legenda:

Luogo: C = Casa; T = Trasferta. Risultato: V = Vittoria; N = Pareggio; P = Sconfitta.